# Poeoptera
Poeoptera is een geslacht van zangvogels uit de familie  spreeuwen (Sturnidae).

## Soorten
Het geslacht bevat de volgende soorten:
- Poeoptera kenricki  –  Kenricks spreeuw
- Poeoptera lugubris  –  Spitsstaartspreeuw
- Poeoptera stuhlmanni  –  Stuhlmanns spreeuw